# The Divine Conspiracy
Albums de Epica
The Road to Paradiso
(2006) The Classical Conspiracy
(2009)
Singles
1. Never Enough
Sortie : 10 août 2007
2. Chasing the Dragon
Sortie : 27 juillet 2008

The Divine Conspiracy est le quatrième album du groupe de metal symphonique néerlandais Epica, publié le 22 août 2007 au Japon, le 28 août 2007 aux États-Unis, le 7 septembre 2007 en Europe et le 10 septembre 2007 au Royaume-Uni chez Nuclear Blast.
L'album voit apparaître la contribution de Sander Gommans (After Forever) au chant pour le morceau Death of a Dream, dans lequel Mark Jansen et lui dialoguent sur les couplets avec leurs voix death. Depuis le 8 juillet 2007, une fuite a vu apparaître l'album sur le net.

## Concept de l'album
Le concept du futur album qui sera également leur premier sera celui-ci : Pour tester les hommes, Dieu créa de nombreuses religions et les enseigna à l'humanité afin de savoir si les hommes pourraient prendre conscience de leur véritable nature, c'est-à-dire que dans toutes les religions on retrouve la même chose, et qu'au fond elles ne sont pas toutes si différentes que cela.
L'album comprend également le concept « The Embrace That Smothers », déjà évoqué précédemment sur les albums The Phantom Agony (Epica) et Prison of Desire (After Forever). Mark Jansen a d'ailleurs précisé que la série s'achevait avec cet album.

## Liste des chansons
Toutes les chansons sont écrites et composées par Epica.
| No  | Titre                                                      | Durée |
| --- | ---------------------------------------------------------- | ----- |
| 1.  | Indigo (Prologue)                                          | 2:05  |
| 2.  | The Obsessive Devotion                                     | 7:13  |
| 3.  | Menace of Vanity                                           | 4:13  |
| 4.  | Chasing the Dragon                                         | 7:40  |
| 5.  | Never Enough                                               | 4:47  |
| 6.  | La‘petach Chatat Rovetz (The Final Embrace) (instrumental) | 1:46  |
| 7.  | Death of a Dream (The Embrace That Smothers, Part VII)     | 6:03  |
| 8.  | Living a Lie (The Embrace That Smothers, Part VIII)        | 4:56  |
| 9.  | Fools of Damnation (The Embrace That Smothers, Part IX)    | 8:42  |
| 10. | Beyond Belief                                              | 5:25  |
| 11. | Safeguard to Paradise                                      | 3:46  |
| 12. | Sancta Terra                                               | 4:57  |
| 13. | The Divine Conspiracy                                      | 13:56 |
| 14. | Higher High (bonus)                                        | 5:27  |
| 15. | Replica (reprise de Fear Factory - bonus)                  | 4:10  |
| 16. | Safeguard to Paradise (version au piano - bonus)           | 3:50  |